# Coupe de France de rugby à XIII 1974-1975
Navigation
Édition précédente Édition suivante
La Coupe de France de rugby à XIII 1974-1975 est la 37e édition de la Coupe de France, compétition à élimination directe mettant aux prises des clubs de rugby à XIII amateurs et professionnels affiliés à la Fédération française de jeu à XIII (aujourd'hui Fédération française de rugby à XIII).

## Liste des équipes en compétition en huitièmes de finale
| \| SM Pia RC Marseille RC Saint-Gaudens FC Lézignan Villefranche XIII AS Saint-Estève XIII Catalan Toulouse olympique XIII AS Carcassonne Tonneins XIII SO Avignon RC Roanne US Villeneuve Pau XIII Montpellier XIII US Entraigues \| Clubs prenant part à la Coupe de France de rugby à XIII 1975. |
| SM Pia RC Marseille RC Saint-Gaudens FC Lézignan Villefranche XIII AS Saint-Estève XIII Catalan Toulouse olympique XIII AS Carcassonne Tonneins XIII SO Avignon RC Roanne US Villeneuve Pau XIII Montpellier XIII US Entraigues                                                                     |

## Phase finale
|  | Huitièmes de finale           | Huitièmes de finale                |               |    | Quarts de finale           | Quarts de finale           |  |  | Demi-finales             | Demi-finales             |  |  | Finale                     | Finale                     |
|  | Huitièmes de finale           | Huitièmes de finale                |               |    | Quarts de finale           | Quarts de finale           |  |  | Demi-finales             | Demi-finales             |  |  | Finale                     | Finale                     |
|  |                               |                                    |               |    |                            |                            |  |  |                          |                          |  |  |                            |                            |
|  | le 6 avril 1975 à Toulouse    | le 6 avril 1975 à Toulouse         |               |    | le 20 avril 1975 à Castres | le 20 avril 1975 à Castres |  |  | Le 4 mai 1975 à Lézignan | Le 4 mai 1975 à Lézignan |  |  | Le 18 mai 1975 à Perpignan | Le 18 mai 1975 à Perpignan |
|  | le 6 avril 1975 à Toulouse    | le 6 avril 1975 à Toulouse         |               |    | le 20 avril 1975 à Castres | le 20 avril 1975 à Castres |  |  | Le 4 mai 1975 à Lézignan | Le 4 mai 1975 à Lézignan |  |  | Le 18 mai 1975 à Perpignan | Le 18 mai 1975 à Perpignan |
|  | Pia                           | 13                                 |               |    | le 20 avril 1975 à Castres | le 20 avril 1975 à Castres |  |  | Le 4 mai 1975 à Lézignan | Le 4 mai 1975 à Lézignan |  |  | Le 18 mai 1975 à Perpignan | Le 18 mai 1975 à Perpignan |
|  | Pia                           | 13                                 |               |    | le 20 avril 1975 à Castres | le 20 avril 1975 à Castres |  |  | Le 4 mai 1975 à Lézignan | Le 4 mai 1975 à Lézignan |  |  | Le 18 mai 1975 à Perpignan | Le 18 mai 1975 à Perpignan |
|  | Tonneins                      | 12                                 |               |    | le 20 avril 1975 à Castres | le 20 avril 1975 à Castres |  |  | Le 4 mai 1975 à Lézignan | Le 4 mai 1975 à Lézignan |  |  | Le 18 mai 1975 à Perpignan | Le 18 mai 1975 à Perpignan |
|  | Tonneins                      | 12                                 | Pia           | 9  |                            |                            |  |  | Le 4 mai 1975 à Lézignan | Le 4 mai 1975 à Lézignan |  |  | Le 18 mai 1975 à Perpignan | Le 18 mai 1975 à Perpignan |
|  | le 6 avril 1975 à Castres     |                                    | Pia           | 9  |                            |                            |  |  | Le 4 mai 1975 à Lézignan | Le 4 mai 1975 à Lézignan |  |  | Le 18 mai 1975 à Perpignan | Le 18 mai 1975 à Perpignan |
|  |                               | Villefranche                       | 8             |    |                            |                            |  |  | Le 4 mai 1975 à Lézignan | Le 4 mai 1975 à Lézignan |  |  | Le 18 mai 1975 à Perpignan | Le 18 mai 1975 à Perpignan |
|  | Villefranche                  | Villefranche                       | 8             | 12 |                            |                            |  |  | Le 4 mai 1975 à Lézignan | Le 4 mai 1975 à Lézignan |  |  | Le 18 mai 1975 à Perpignan | Le 18 mai 1975 à Perpignan |
|  | Villefranche                  | le 20 avril 1975 à Toulouse        |               | 12 |                            |                            |  |  | Le 4 mai 1975 à Lézignan | Le 4 mai 1975 à Lézignan |  |  | Le 18 mai 1975 à Perpignan | Le 18 mai 1975 à Perpignan |
|  | Carcassonne                   | 3                                  |               |    |                            |                            |  |  | Le 4 mai 1975 à Lézignan | Le 4 mai 1975 à Lézignan |  |  | Le 18 mai 1975 à Perpignan | Le 18 mai 1975 à Perpignan |
|  | Carcassonne                   | 3                                  | Pia           | 13 |                            |                            |  |  |                          |                          |  |  | Le 18 mai 1975 à Perpignan | Le 18 mai 1975 à Perpignan |
|  | le 6 avril 1975 à Carpentras  |                                    | Pia           | 13 |                            |                            |  |  |                          |                          |  |  | Le 18 mai 1975 à Perpignan | Le 18 mai 1975 à Perpignan |
|  |                               | Saint-Gaudens                      | 6             |    |                            |                            |  |  |                          |                          |  |  | Le 18 mai 1975 à Perpignan | Le 18 mai 1975 à Perpignan |
|  | Saint-Gaudens                 | Saint-Gaudens                      | 6             | 26 |                            |                            |  |  |                          |                          |  |  | Le 18 mai 1975 à Perpignan | Le 18 mai 1975 à Perpignan |
|  | Saint-Gaudens                 | Le 4 mai 1975 à Villeneuve-sur-Lot |               | 26 |                            |                            |  |  |                          |                          |  |  | Le 18 mai 1975 à Perpignan | Le 18 mai 1975 à Perpignan |
|  | Roanne                        | 15                                 |               |    |                            |                            |  |  |                          |                          |  |  | Le 18 mai 1975 à Perpignan | Le 18 mai 1975 à Perpignan |
|  | Roanne                        | 15                                 | Saint-Gaudens | 28 |                            |                            |  |  |                          |                          |  |  | Le 18 mai 1975 à Perpignan | Le 18 mai 1975 à Perpignan |
|  | le 6 avril 1975 à Nîmes       |                                    | Saint-Gaudens | 28 |                            |                            |  |  |                          |                          |  |  | Le 18 mai 1975 à Perpignan | Le 18 mai 1975 à Perpignan |
|  |                               | Saint-Estève                       | 5             |    |                            |                            |  |  |                          |                          |  |  | Le 18 mai 1975 à Perpignan | Le 18 mai 1975 à Perpignan |
|  | Saint-Estève                  | Saint-Estève                       | 5             | 28 |                            |                            |  |  |                          |                          |  |  | Le 18 mai 1975 à Perpignan | Le 18 mai 1975 à Perpignan |
|  | Saint-Estève                  | le 20 avril 1975 à Cavaillon       |               | 28 |                            |                            |  |  |                          |                          |  |  | Le 18 mai 1975 à Perpignan | Le 18 mai 1975 à Perpignan |
|  | Avignon                       | 8                                  |               |    |                            |                            |  |  |                          |                          |  |  | Le 18 mai 1975 à Perpignan | Le 18 mai 1975 à Perpignan |
|  | Avignon                       | 8                                  | Pia           | 9  |                            |                            |  |  |                          |                          |  |  |                            |                            |
|  | le 6 avril 1975 à Limoux      |                                    | Pia           | 9  |                            |                            |  |  |                          |                          |  |  |                            |                            |
|  |                               | Marseille                          | 4             |    |                            |                            |  |  |                          |                          |  |  |                            |                            |
|  | Marseille                     | Marseille                          | 4             | 19 |                            |                            |  |  |                          |                          |  |  |                            |                            |
|  | Marseille                     |                                    |               | 19 |                            |                            |  |  |                          |                          |  |  |                            |                            |
|  | Villeneuve-sur-Lot            | 5                                  |               |    |                            |                            |  |  |                          |                          |  |  |                            |                            |
|  | Villeneuve-sur-Lot            | 5                                  | Marseille     | 14 |                            |                            |  |  |                          |                          |  |  |                            |                            |
|  | le 6 avril 1975 à la Réole    |                                    | Marseille     | 14 |                            |                            |  |  |                          |                          |  |  |                            |                            |
|  |                               | Toulouse                           | 7             |    |                            |                            |  |  |                          |                          |  |  |                            |                            |
|  | Toulouse                      | Toulouse                           | 7             | 21 |                            |                            |  |  |                          |                          |  |  |                            |                            |
|  | Toulouse                      | le 20 avril 1975 à Carcassonne     |               | 21 |                            |                            |  |  |                          |                          |  |  |                            |                            |
|  | Pau                           | 13                                 |               |    |                            |                            |  |  |                          |                          |  |  |                            |                            |
|  | Pau                           | 13                                 | Marseille     | 3  |                            |                            |  |  |                          |                          |  |  |                            |                            |
|  | le 6 avril 1975 à Montpellier |                                    | Marseille     | 3  |                            |                            |  |  |                          |                          |  |  |                            |                            |
|  |                               | Lézignan                           | 0             |    |                            |                            |  |  |                          |                          |  |  |                            |                            |
|  | Lézignan                      | Lézignan                           | 0             | 45 |                            |                            |  |  |                          |                          |  |  |                            |                            |
|  | Lézignan                      |                                    |               | 45 |                            |                            |  |  |                          |                          |  |  |                            |                            |
|  | Entraigues                    | 9                                  |               |    |                            |                            |  |  |                          |                          |  |  |                            |                            |
|  | Entraigues                    | 9                                  | Lézignan      | 23 |                            |                            |  |  |                          |                          |  |  |                            |                            |
|  | le 6 avril 1975 à Lézignan    |                                    | Lézignan      | 23 |                            |                            |  |  |                          |                          |  |  |                            |                            |
|  |                               | XIII Catalan                       | 9             |    |                            |                            |  |  |                          |                          |  |  |                            |                            |
|  | XIII Catalan                  | XIII Catalan                       | 9             | 36 |                            |                            |  |  |                          |                          |  |  |                            |                            |
|  | XIII Catalan                  |                                    |               | 36 |                            |                            |  |  |                          |                          |  |  |                            |                            |
|  | Montpellier                   | 2                                  |               |    |                            |                            |  |  |                          |                          |  |  |                            |                            |
|  | Montpellier                   | 2                                  |               |    |                            |                            |  |  |                          |                          |  |  |                            |                            |

## Finale - 18 mai 1975
(mt : 4 - 4)
Points marqués :
- Pia : 1 essai d'Odin (68e) ; 3 pénalités de Fages (11e, 38e et 48e).
- Marseille : 2 pénalités de Laffont (9e et 22e).

Évolution du score : 
Arbitre : M. Astruc (Île de France)
Spectateurs : 8 000
Recette : 202 500 francs 
Composition des équipes :
- Pia : Roger Roses - Paul Caragol, Jean-Paul Odin, Gérard Lavaux, Robert Faigt - Christian Fages (o), René Banet (m) - Julien Rascagnères, Marc Ambert, Jean Margail, Jo Bruzy, Jacques Cabero, Bernard Rabondy - Philippe Ambert - Entraîneur : Francis Lévy
- Marseille : Laurent Gomez - Jean Chabaud, Roger Gardon, Jean-Marie De Souza, Jean-Pierre Béranger - Alain Laffont (o), André Forment (m) - Guy Bucchi, Christian Larodas, Jean-René Ledru, Bernard Ragonnet, Lino Lentini, Régis Forment - Serge Kunakovitch, Jacques Auribeau - Entraîneur : Raoul Perez